# Smuteční hostina
Smuteční hostina (kar) je společné jídlo truchlících hostů po pohřbu, které pořádá zpravidla rodina zesnulého. Tento zvyk, rozšířený po celém světě, byl znám už v pravěku a představuje nejrozšířenější pohřební rituál v mezikulturním srovnání.